# Médaille pour la libération de Belgrade
 (signalé en juillet 2025).
Si vous disposez d'ouvrages ou d'articles de référence ou si vous connaissez des sites web de qualité traitant du thème abordé ici, merci de compléter l'article en donnant les références utiles à sa vérifiabilité et en les liant à la section « Notes et références ».
- Archive Wikiwix
- Bing
- Cairn
- DuckDuckGo
- E. Universalis
- Gallica
- Google
- G. Books
- G. News
- G. Scholar
- Persée
- Qwant
- (zh) Baidu
- (ru) Yandex
- (wd) trouver des œuvres sur Wikidata

La médaille pour la libération de Belgrade (en russe : Медаль « За освобождение Белграда ») est une médaille commémorative des campagnes de l'Union soviétique durant la Seconde Guerre mondiale. Elle a été créée le 9 juin 1945 par décret du Præsidium du Soviet suprême de l'URSS sur demande du Commissariat du peuple à la défense de l'Union soviétique.